# 아사이 마사루 (배우)
아사이 마사루(일본어: 浅井 優, 1967년 8월 4일 ~ )는 일본의 배우이다.